# 喬丹 (紐約州)
喬丹（英語：Jordan）是位於美國紐約州奧農達加縣的村。

## 人口
根據2020年美國人口普查的數據，喬丹的面積為3.02平方千米，皆為陸地。當地共有人口1192人，而人口密度為每平方千米395人。